# 曲线索贻贝
，是贻贝目壳菜蛤科索贻贝属的一种。主要分布于韩国、中国大陆、台湾，常栖息在潮间带礁岩区，或附着于异物上。